# 무흐타르 아우에조프

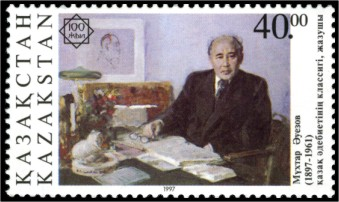

무흐타르 아우에조프(Мұхтар Омарханұлы Әуезов, 1897년 9월 28일 ~ 1961년 6월 27일)는 카자흐스탄의 작가, 사회운동가이다. 1897년 세메이에서 태어났으며 시인인 아바이 쿠난바이울리에 영향을 받았다.